# My Broken Mariko
My Broken Mariko (jap. マイ・ブロークン・マリコ Mai burōkun Mariko) – manga autorstwa Waki Hirako, publikowana od lipca do grudnia 2019 w magazynie internetowym „Comic Bridge”. 

## Fabuła
Mariko Ikagawa i Tomoyo Shiino przyjaźniły się od dzieciństwa, a ich przyjaźń trwała aż do dorosłości, kiedy to Shiino dowiaduje się, że Mariko popełniła samobójstwo. Chcąc uwolnić ją od jej podłego ojca, Shiino impulsywnie kradnie prochy Mariko i zabiera je w ostatnią podróż, jednocześnie wspominając ich wspólne chwile, zarówno te piękne, jak i bolesne.

## Bohaterowie
- Tomoyo Shiino (jap. シイノ トモヨ Shīno Tomoyo)

Aktorka: Mei Nagano
- Mariko Ikagawa (jap. イカガワ マリコ Ikagawa Mariko)

Aktorka: Nao
- Makio (jap. マキオ)

Aktor: Masataka Kubota
- Ojciec Mariko

Aktor: Toshinori Omi
- Kyoko Tamura

Aktorka: Yō Yoshida

## Manga
Manga była wydawana w magazynie internetowym „Comic Bridge” od 16 lipca do 17 grudnia 2019. Następnie wydawnictwo Kadokawa zebrało jej rozdziały w jednym tomie tankōbon, wydanym 8 stycznia 2020.
20 sierpnia 2021 Studio JG zapowiedziało wydanie mangi w Polsce, natomiast premiera odbyła się 1 marca 2022.

## Film live action
W styczniu 2022 ogłoszono, że manga otrzyma adaptację w formie filmu live action, którego premiera odbyła się 30 września 2022.